# چلنجر ۲
تانک چلنجر ۲، تانک اصلی میدان نبرد ساخت بریتانیا است که از سال ۱۹۹۸ در خدمت نیروی زمینی بریتانیا قرار گرفته‌است. این تانک توسط شرکت سامانه‌های دفاعی ویکرز، طراحی و تولید شده و در مجموع ۴۰۸ دستگاه از آن برای نیروی زمینی بریتانیا و ۳۸ دستگاه برای ارتش سلطنتی عمان تولید شده‌است. چلنجر ۲، محصول بازطراحی کلی تانک چلنجر ۱ است. هرچند بدنه و اجزای خودروی آن شباهت زیادی به چلنجر-۱ دارد اما یک تانک جدید با قابلیت‌های بالاتر از چلنجر ۱ محسوب می‌شود و تنها کمتر از ۵ درصد قطعات آن با چلنجر ۱ مشترک است. این تانک در جنگ‌های بوسنی، کوزوو، عراق و افغانستان مورد استفاده قرار گرفته‌است. چلنجر ۲ وزنی معادل ۶۲٫۵ تن و ۴ خدمه دارد. نیروی محرکه آن از یک موتور وی۱۲ دیزلی پرکینز با ۱۲۰۰ اسب بخار قدرت، تأمین می‌شود و حداکثر سرعت آن در جاده به ۵۹ کیلومتر بر ساعت می‌رسد. ارتفاع تانک ۲٫۵ متر، عرض آن در صورت نصب زره اضافی ۴٫۲ متر و طول آن با لوله جلو ۱۱٫۵۵ و بدون لوله ۸٫۳۲ متر است. چلنجر-۲ تنها تانک مدرنی است که از توپ خان‌دار استفاده می‌کند و این به دلیل تأکید بریتانیایی‌ها بر روی برد مفید بالا، کاتربرد ضد نفر و ضد سنگر تانک است. سلاح اصلی این تانک یک قبضه توپ ۱۲۰ میلی‌متری خان‌دار با کالیبر ۱۲۰/۵۵ است و ۵۲ گلوله برای آن در داخل تانک حمل می‌شود. قیمت هر دستگاه چلنجر ۲ در سال ۱۹۹۹ حدود ۴ میلیون پوند بوده‌است.
در سال ۲۰۰۶ در جریان جنگ عراق برای نخستین بار دو حمله موفق به چلنجر-۲ انجام شد. در یک مورد یک راکت آرپی‌جی-۲۹ از زره این تانک عبور کرد و باعث قطع پای یکی از خدمه تانک شد و در موردی دیگر هم یک بمب کنار جاده ای با عبور از زره تانک به پای یکی از خدمه آسیب رساند.